# Pavilon africké a asijské expozice
Pavilon africké a asijské expozice stojí v Zoologické a botanické zahradě Plzeň. Jeho realizace byla zahájena 1. července 2008. Základní kámen byl položen 22. prosince 2008. Stavba byla ukončena 30. května 2010.[zdroj⁠?!] Generálním dodavatelem byla firma POHL CZ a.s.. Projekt finančně podpořila Evropská unie a ROP Jihozápad.

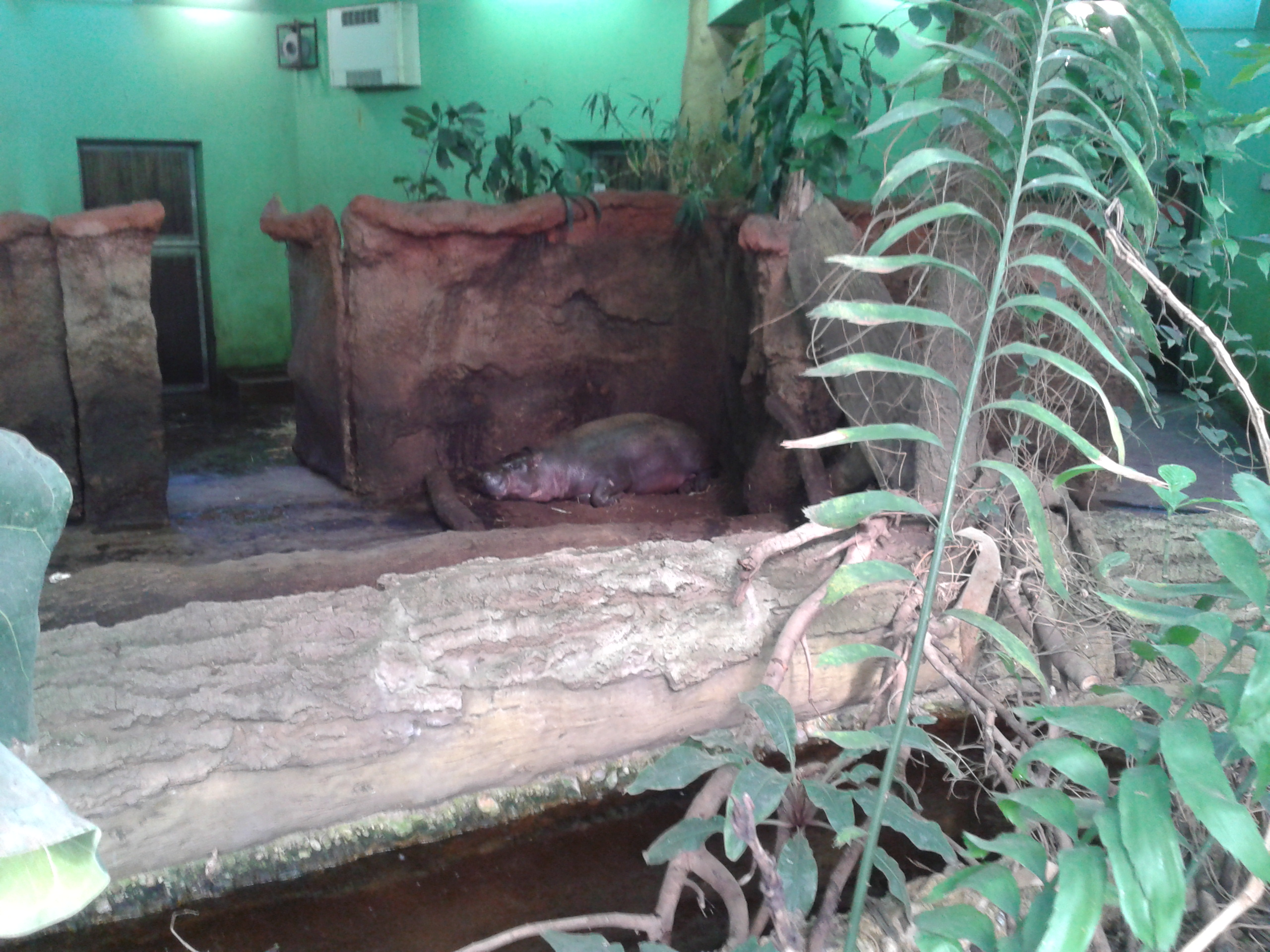
Hrošík liberijský

## Zvířata v pavilonu
- Oblovka
- Leskoptev smaragdová
- Kulík třípasý
- Myšák dlouhoocasý
- Včela medonosná
- Jespák bojovný
- Tenkozobec opačný
- Hrošík liberijský
- Čírka tečkovaná
- Amadina páskovaná
- Vrabec hnědohřbetý
- Kachnice africká
- Astrild vlnkovaný
- Gepard súdánský
- Poštolka obecná
- Husice modrokřídlá
- Pelikán skvrnozobý
- Pelikán rudohřbetý
- Pelikán bílý
- Pelikán australský
- Konipas bílý
- Dudek chocholatý
- Dudek zahradní
- Vlha núbijská